# エゴン・シーレ
エゴン・シーレ（ドイツ語: Egon Schiele, [ˈeːɡɔn ˈʃiːlə] ( 音声ファイル), 1890年6月12日 - 1918年10月31日）は、オーストリアの画家。エーゴン・シーレとも。
当時盛んであったグスタフ・クリムトらのウィーン分離派を初めとして象徴派、表現主義に影響を受けつつも、独自の絵画を追求した。強烈な個性を持つ画風に加え、意図的に捻じ曲げられたポーズの人物画を多数製作し、見る者に直感的な衝撃を与えるという作風から表現主義の分野に於いて論じられる場合が多い。

## 生涯

### 生い立ち

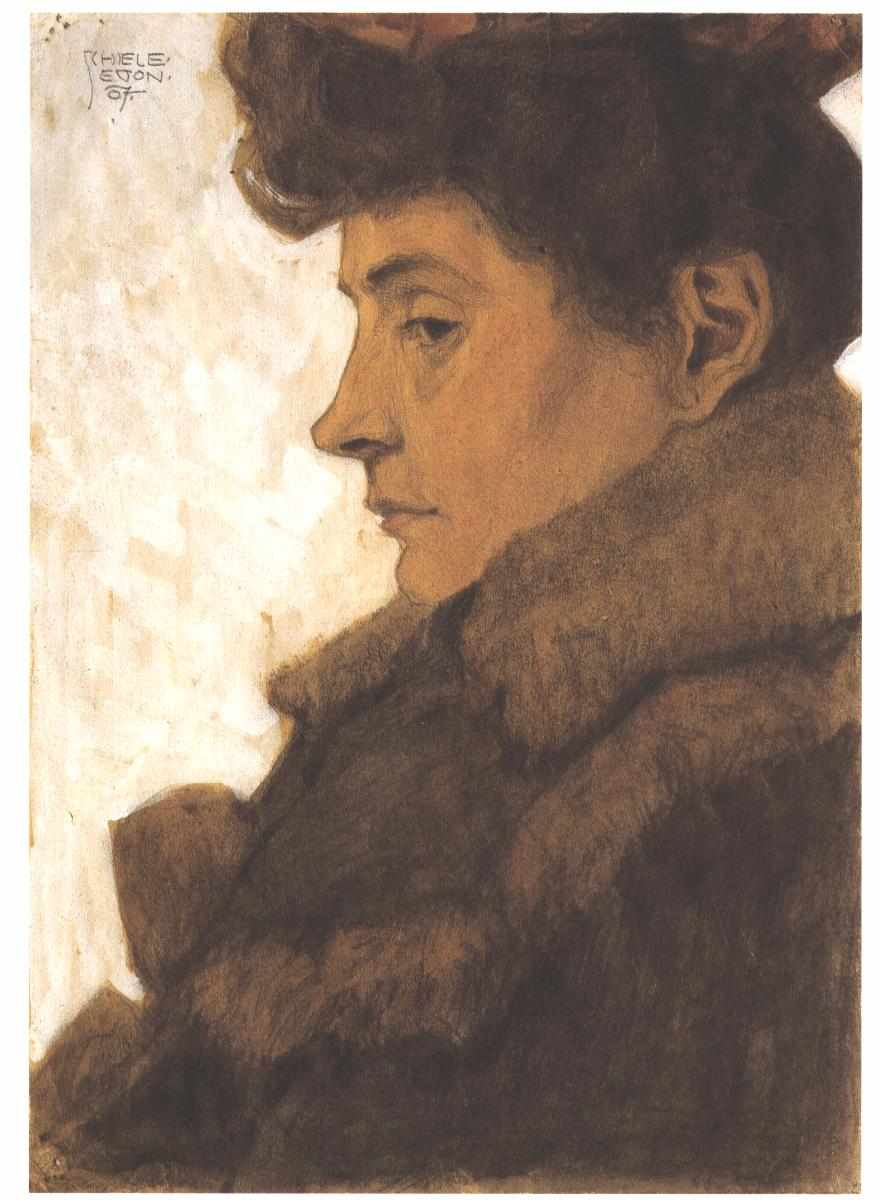
「マリア・シーレ」（1907年）

オーストリア・ハンガリーの首都ウィーン近郊にあるトゥルン・アン・デア・ドナウに生まれる。父アドルフ・シーレは帝国鉄道の鉄道員として働き、後には駅長を務めている。母マリア・ソウクップ・シーレはクルマウ・アン・デア・モルダウ市出身のチェコ系オーストリア人であった。シーレ家は北ドイツ出身でルター派教会牧師、官吏、軍人、医者を輩出した中産階級の家系である。鉄道技師だった祖父ルートヴィヒ・シーレ(1817-1862)がオーストリア北西部鉄道の敷設に関わり、初代監督官に就任したことによってオーストリア＝ハンガリー帝国に住むようになった。父方のシーレ家はローマ・カトリック教会が圧倒的なオーストリアにあって、少数派のルター派オーストリア福音主義教会アウクスブルク信仰告白派に属していた。なお、オーストリアでは19世紀後半以降、芸術、文学、建築等で新教徒の活躍が目立ち、彼もその集団の一人でもあった。シーレに関する研究者であるネベハイは、シーレをローマ・カトリック教会信徒であるとしている。ボヘミアの富裕な建築業者の娘であったシーレの母親マリアは敬虔なカトリック教徒であり、カトリックの幼児洗礼を授けていると見なしている。
幼少期にシーレは初等教育を受ける為にクロスターノイブルク市へ移住、そこで美術担当の教員から早熟な才能を認められている。教師からの推薦を受けたことはシーレにとって大きな後押しとなった。15歳の時に父が梅毒で病没すると叔父レオポルドに引き取られた。叔父はシーレが学業に励まないことに悩んだが、同時に芸術への強い興味に理解を示すなどシーレに愛情を持って接している。翌年にシーレはギムナジウムではなく職人としての訓練を受ける許可を得て、16歳の時にグスタフ・クリムトと同じウィーン工芸学校に学んだ。ただ異なっていたのは、クリムトがそのまま職工として開業したのに対し、職工などではなく、よりアカデミック色が強く純粋芸術を追求する場であったウィーン美術アカデミーへ進学した点であった。
ちなみにシーレが同アカデミーに入学した1906年の翌年と翌々年にはアドルフ・ヒトラーが同アカデミーを受験して不合格となっている。

### クリムトとの出会い
ヒトラーにとっては一生の羨望となるウィーン美術アカデミーもシーレにとっては失望の場でしかなかった。保守的で時代錯誤な古典主義を継承するアカデミーに価値を感じなかったシーレはアカデミーの授業から離れ、代わりに工芸学校時代の先輩であるグスタフ・クリムトに弟子入りを志願した。クリムトとシーレの作風は必ずしも同じ路線ではなかったが、クリムトは熱意ある後輩を大いに可愛がり、貧しいシーレがモデルを雇う代金を立て替えてやるなど援助を惜しまなかった。またクリムトは自身の分離派を初めとして、象徴派や表現主義など新しい作風を模索する作家達が組織したウィーン工房にシーレの入会を推薦した。
クリムトの全面的な援助にも助けられ、1908年には最初の個展を開いている。翌年1909年、アカデミーを正式に退校してアカデミー教育と決別、同時にアカデミーを離脱した仲間達と交流会「Neukunstgruppe」（ノイクンストグルッペ、新たなる芸術の集い）を設立した。本格的に独自の活動を開始したシーレに衝撃を与えたのは分離派の源泉とも言えるフランス印象派の絵画展をクリムトが開いた時のことであった。その展覧会で実物のフィンセント・ファン・ゴッホの作品を目の当たりにし、自らの芸術観に多大な影響を与えられた。また同じくゴッホの影響を受けたドイツ表現主義の画家達（ヤン・トーロップ、エドヴァルド・ムンク）の絵画も展示され、彼らからも強い影響を受けた。

### 独自活動

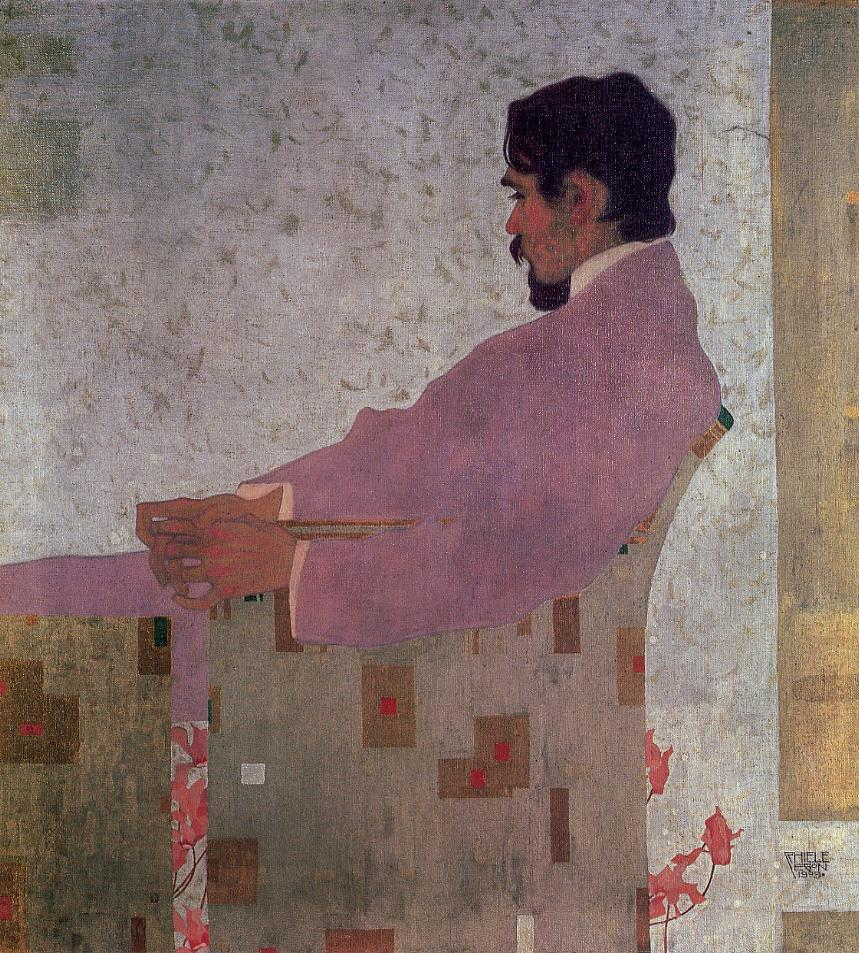
「アントン・ペシュカ」（1909年）

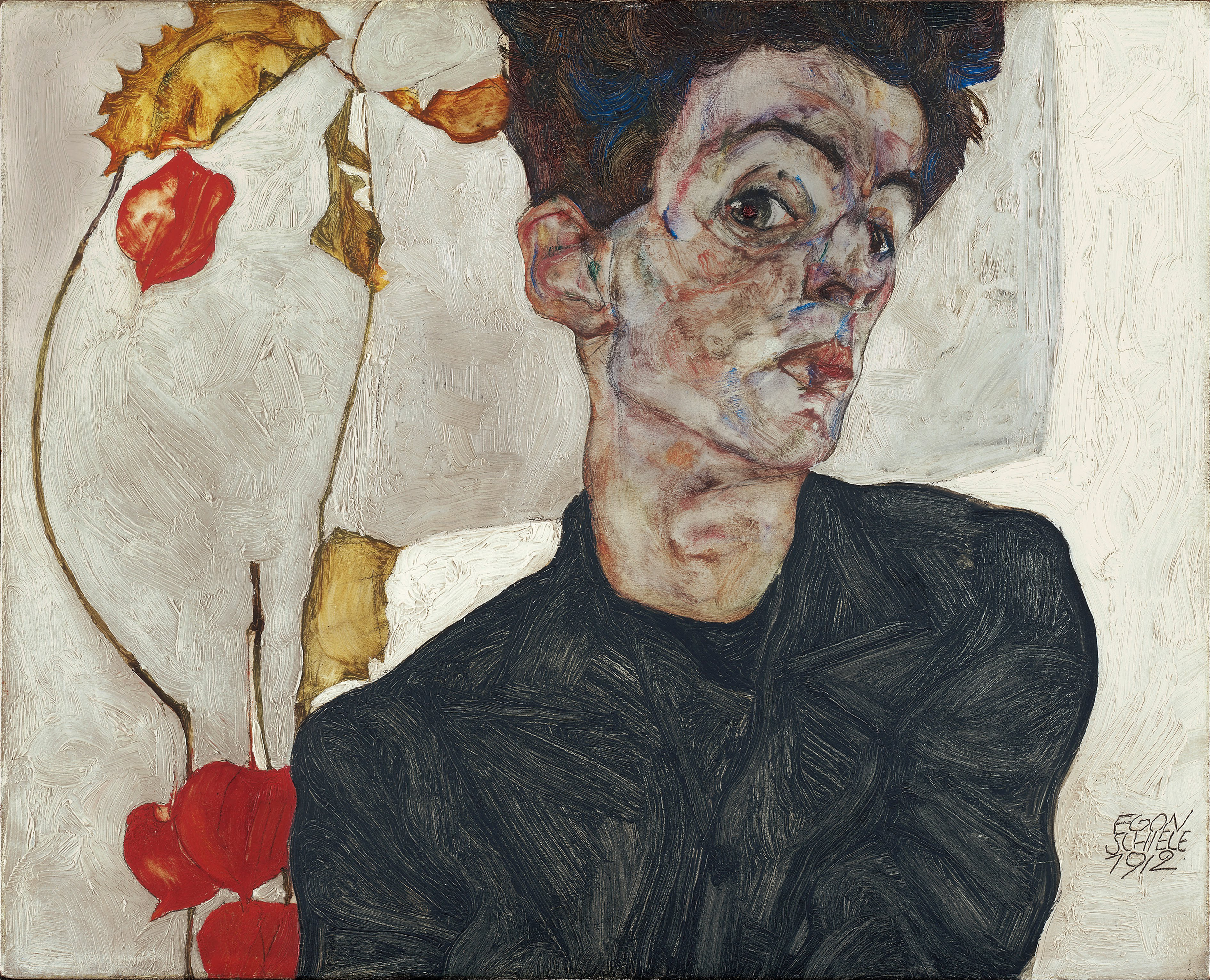
「自画像」（1912年）

展覧会の刺激で創作意欲に駆られたシーレは精力的に試作を繰り返し、アカデミーの制約を離れた自由な創作を繰り広げた。人体に関する研究も単に人体構造を作品に反映させるだけでは飽き足らず、性の部分などタブー視されていた部分も作品に取り込もうとした。死や性行為など倫理的に避けられるテーマをむしろ強調するような作品を制作していった。裸体や性を描くこと自体は問題視される傾向が減りつつあったが、彼の描く表現は非常に過激だと受け取られた。しかしシーレは倫理的に問題視されるような描写も怯まず作品へ用いていった。画風ではゴッホに代表される表現主義の躍動感ある描き方を好み、特に「向日葵」を賞賛している。自らもゴッホへの賛辞として同じ構図の向日葵を作品として遺している。また自らの生年がゴッホの死没年であることに「運命を感じていた」という。
1911年、シーレは自らの裸体モデルを務めていたハチミツ色の金髪と青い目をもつ17歳の少女ヴァリ・ノイツィル（本名 Walburga Neuzil、1894 - 1917）と同棲を始めた。彼女はクリムトから紹介されたモデルであるとも、街中でシーレが声をかけたとも言われており、知り合った経緯は定かではない。親しい間柄となった2人はウィーンの喧騒を離れて母方の故郷であるチェコのチェスキー・クルムロフ市へ移住している。別段2人の関係は隠し立てされたものでもなかったが、シーレの母の一族が住んでいたにもかかわらず閉鎖的な田舎町は彼らを歓迎しなかった。というのも、シーレの家に娼婦などが出入りしてヌードモデルをしていることを近隣の住民が知るところとなったからで、やがて2人は町から追い出されるようにしてウィーンへと舞い戻った。そして今度はウィーン近郊のノイレングバッハにアトリエを開いて活動したが、下町の子供を誘い込んで絵のモデルにしたり、庭で女性モデルを裸にしてデッサンを描くなどしたため、再び近隣住民から追い出されるように町を後にすることとなった。
1912年4月、14歳の少女がシーレの家で一夜を明かしたと警察に告げ、警察が逮捕の為に踏み込むと大量の猥褻な絵が見つかった。その後、シーレは24日間にわたって拘留されている。シーレ自身の手記によれば彼は家出少女に宿を貸しただけで、何らやましいことはしていないと書き残している。しかし裁判所はシーレの絵を猥褻物として押収し、そればかりか裁判官の1人は目の前にあった蝋燭で絵を燃やすという不要な挑発行為まで行ったという。

### エーディトとの結婚

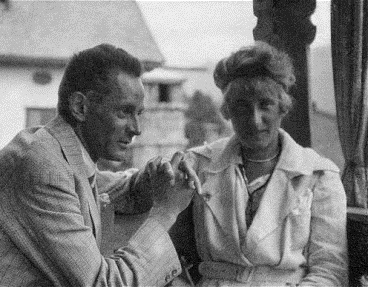
妻エーディトとシーレ

1914年、ウィーンに戻ったシーレは、通りを挟んだ向かい側に住んでいた中産階級職人の娘、ハルムス家のエーディトとアデーレ姉妹と知り合っていた。シーレはどちらかと結婚することを考え、エーディトを選択した。シーレによれば社会的に許される人間を選んだとしているが、実際のところはエーディトとヴァリの両方を繋ぎ留めたいと考え、年に1回それぞれと2人でバカンスに行くなどといった妥協案を2人に提示したが、そんなことが受け入れられるわけもなく、ヴァリは2人の前から去った。そして、ショックを受けたヴァリは二度とシーレの前に現れなかった。シーレはこの時の経験も絵画として描いている。その後ヴァリは従軍看護婦としての訓練を受け、クロアチアに派遣されるも、1917年に派遣先で23歳の若さで病死した。
1915年6月17日、ウィーン市の中心部ドロテーア通りにあるオーストリア福音主義教会アウクスブルク信仰告白派のルター派シュタット教会でエーディト・ハルムスとの結婚式が執り行われた。花嫁エーディトの父ヨハン・ハルムスは北ドイツ出身の機械工のマイスターでルター派であった。カトリックが圧倒的であったウイーンにおいて、ハルムス家の属する少数派のルター派教会で結婚している。しかしながら、カトリック教徒の母マリアはこの結婚式には出席しなかった。シーレと母マリアの間に緊張が強まった結果、シーレはハルムス家とその姉妹に密接につながっていく。結婚はハルムス家の妹エーディトとしたが、義姉のアデーレとも密接な関係を持った。下着姿の義姉アデーレをモデルにした作品『紫色の靴下をはいて座っている女』(1917年）があるが、この時期にシーレとの性的関係があったことを義姉アデーレが告白している。

### 従軍と成功、病死

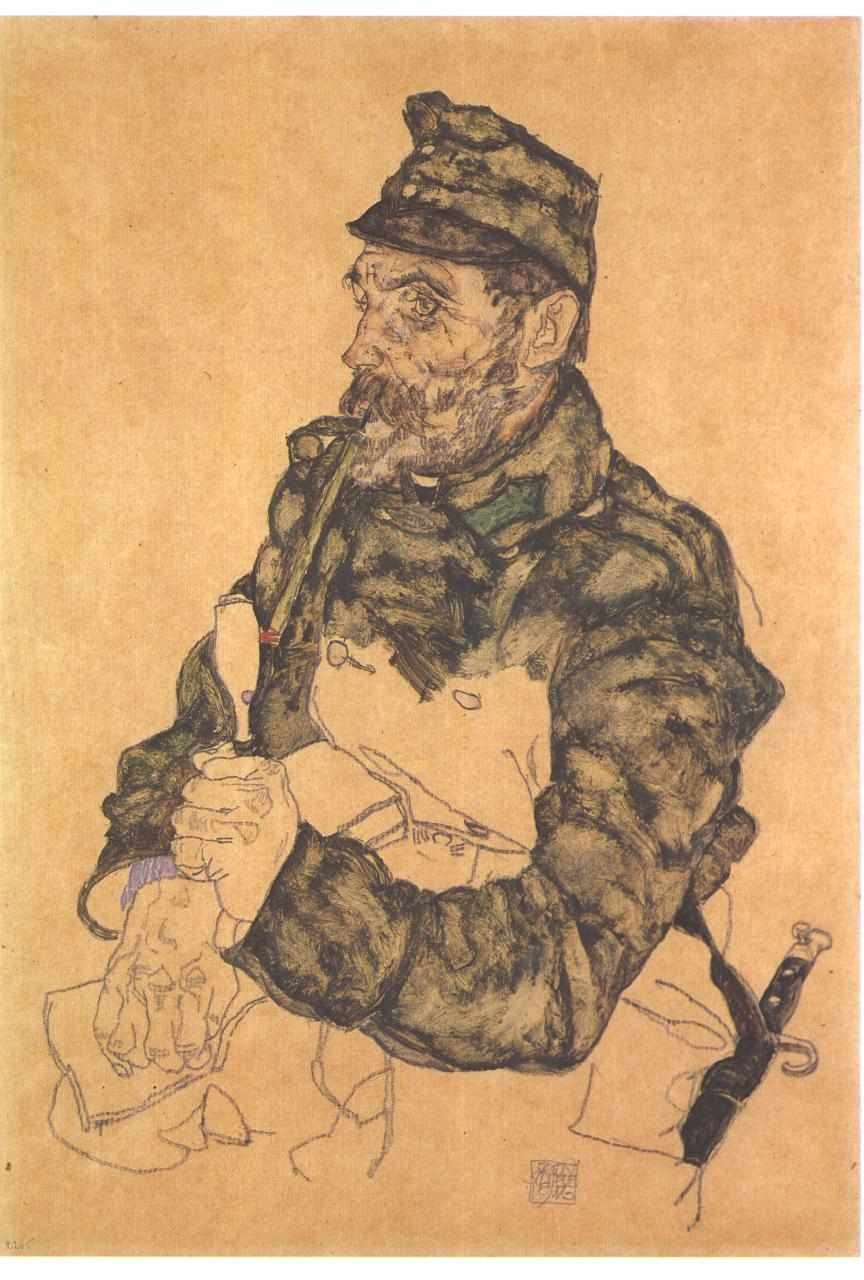
従軍中のスケッチ（1915年）

結婚の3日後、第一次世界大戦が勃発すると24歳のシーレはオーストリア＝ハンガリー帝国軍に召集された。作品制作も中止に追い込まれたが、結果としてみればこの出来事はシーレの飛躍に繋がる結末となった。チェコ地方のプラハ駐屯部隊に配属されたシーレが上層部に画家として活動していることを説明すると、軍は芸術家を尊重してシーレを前線勤務に就かせなかった。彼は主に後方のプラハで捕虜収容所の看守を務めつつ、戦争という経験の中でスケッチや作品の構想を続けることができた。更に1917年に首都ウィーンに転属すると作品制作を再開できるようにもなり、暖めていたアイディアの製作に打ち込んだ。
1918年、第一次世界大戦も終わりに近付いた時にクリムトによる第49回ウィーン分離派展に50点以上の新作を一挙に公開、それまであまり知名度の高くなかったシーレの作品群は一躍注目を集めた。シーレの絵の価格は上昇し、要望を受けて次々と絵の買取依頼が舞い込むようになった。同年7月、シーレは富裕層の住むウィーン13区ヒーツィング・ヴァットマン通り6番地に新アトリエを構えた。高級住宅地で成功した画家としての大きな一歩を踏み出したシーレであったが、妻エーディトが大戦前後に流行していたスペインかぜに罹り、シーレの子供を宿したまま、10月28日に死去。シーレも同じ病に倒れ、妻の家族に看護されたが、10月31日に亡くなった。義姉アデーレ・ハルムスによると、臨終に際してシーレは「戦いは終わった。もう行かなきゃいけない。僕の絵は世界中の美術館で展示されるべきだ」と語ったとされている。エゴン・シーレと妻エーディトは最後の住居のあったウィーン13区のザンクト・ファイター共同墓地に葬られた。1968年、義姉のアデーレ・ハルムスが78歳で死去し、エゴン・シーレと妻エーディトの墓に加えられる形で埋葬された。
シーレは死の直前にエーディトのスケッチを遺している。

## 後世への影響

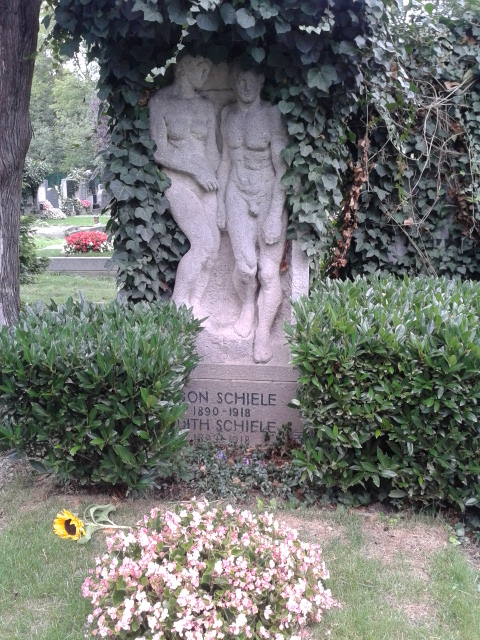
ウィーン13区（ヒーツィング）オーバー・ザンクト・ファイト共同墓地にあるエゴン・シーレと妻エーディトと義姉アデーレの眠る墓 (Gruppe B, Reihe 10, Nummer 15/16)

シーレの「二十代で早世した天才画家」というイメージは1980年にジェーン・バーキンが主演した映画『エゴン・シーレ』（ビデオ邦題『エゴン・シーレ/愛欲と陶酔の日々』）で広く認知され、2016年にも映画『エゴン・シーレ 死と乙女』が公開された。
これ以外にもシーレを題材とした様々な芸術作品が製作されている。エゴン・シーレの名を冠した楽曲『ミュージック・フォー・エゴン・シーレ』、ダンス、エッセイ、小説などにシーレの作品やその人生がモチーフに引用された。
作品群はウィーンのレオポルド美術館、チェスキー・クルムロフ（チェコ・南ボヘミア州）のシーレ記念美術館、ニューヨーク市立博物館など世界中の美術館に収蔵されている。ナチス時代にヒトラー政権によって退廃芸術展が開かれた際、ドイツ国内はもちろん占領地域からもシーレの作品が没収されるなど危機的な状態に置かれ、戦争が終った現在は作品返還についての議論がドイツ国内の美術館を相手に行われている。
2010年、オーストリア政府は1900万ドルでシーレの作品を買い戻す依頼をドイツ政府に行った。
2020年現在、レオポルド美術館は最も多くのシーレ作品を保管している。2011年に200点以上が存在するシーレ作品の一つが資金調達の為にサザビーズへ委託されたが、オークション価格は4010万ドルまで高騰した。
シーレの生涯については2016年にもドイツ語版が映画化され、日本では2017年1月28日から『エゴン・シーレ 死と乙女』の邦題で日本語の字幕付きでBunkamuraル・シネマなどで上映された。

### 日本での紹介
1979年に西武美術館で行った「エゴン・シーレ展」がきっかけとなり、展覧会や出版物でシーレ作品が多く紹介された。近年は2023年1月26日から4月9日まで東京都美術館で、展覧会「レオポルド美術館 エゴン・シーレ展 ウィーンが生んだ若き天才」が催され、この展覧会は2023年3月5日（初回放送日）にNHKEテレの日曜美術館において「孤高の“まなざし”エゴン・シーレ」と題する番組で紹介された。本格的な回顧展は30年ぶりでもあり、関連出版も多くされた（下記は一部）。

## 代表作

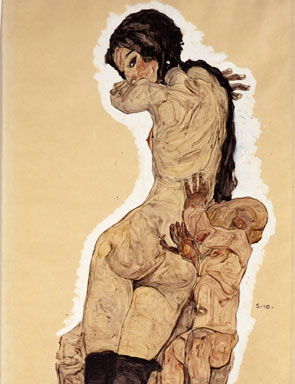
『胎児と女』（1910年）
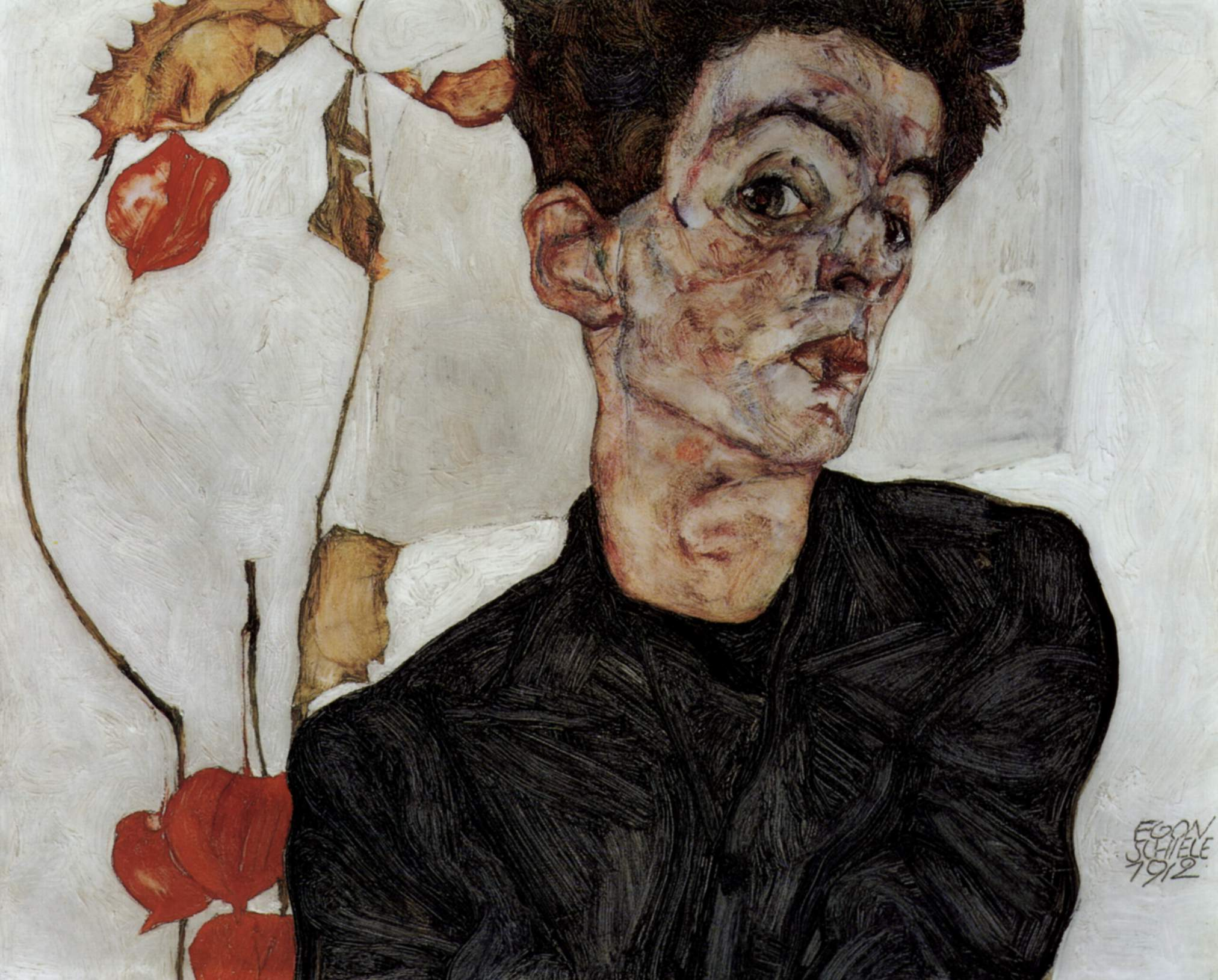
『自画像』（1912年、レオポルド美術館）
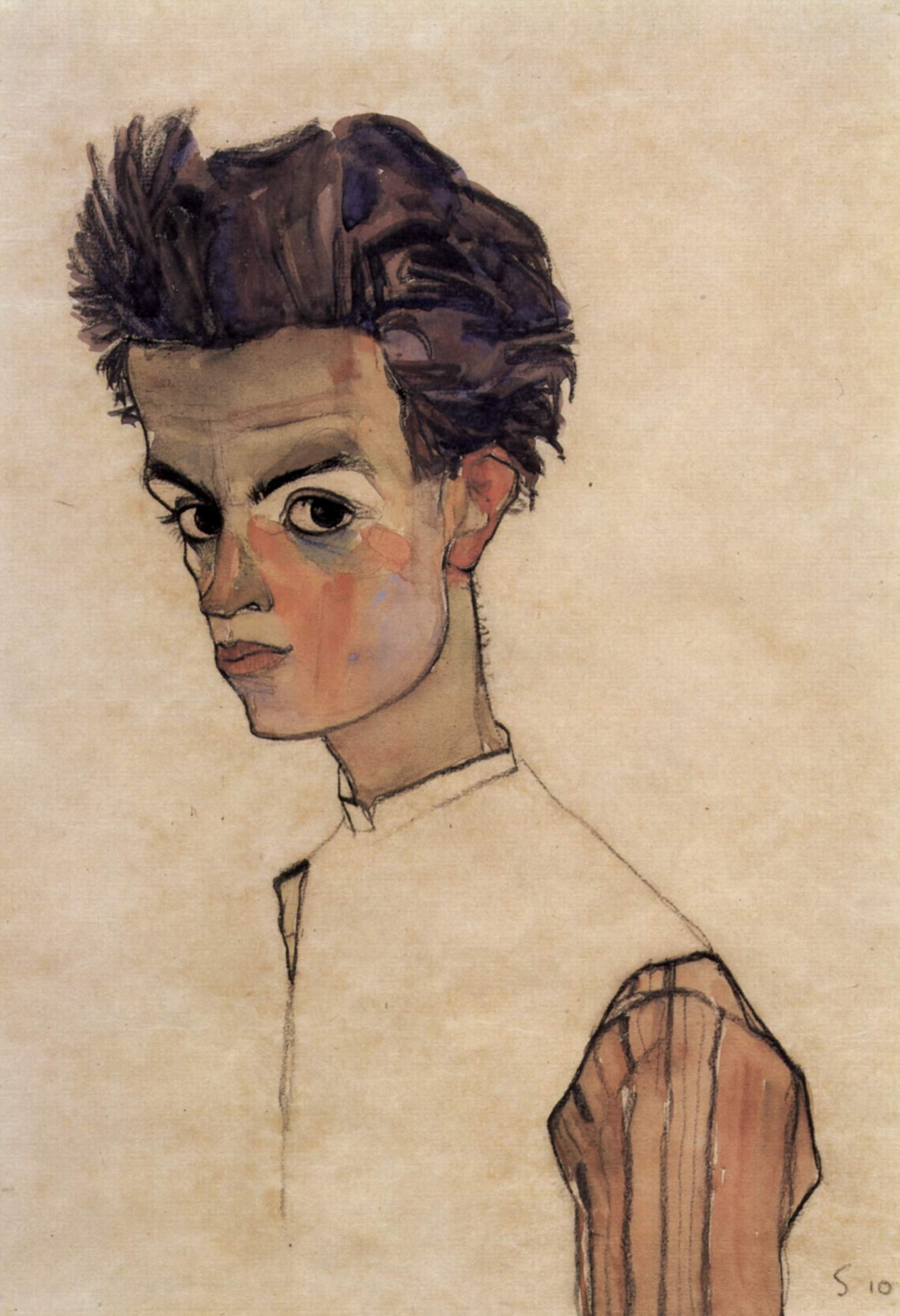
『自画像』（1914年）
『死と乙女』（1915年、オーストリア・ギャラリー）[22]
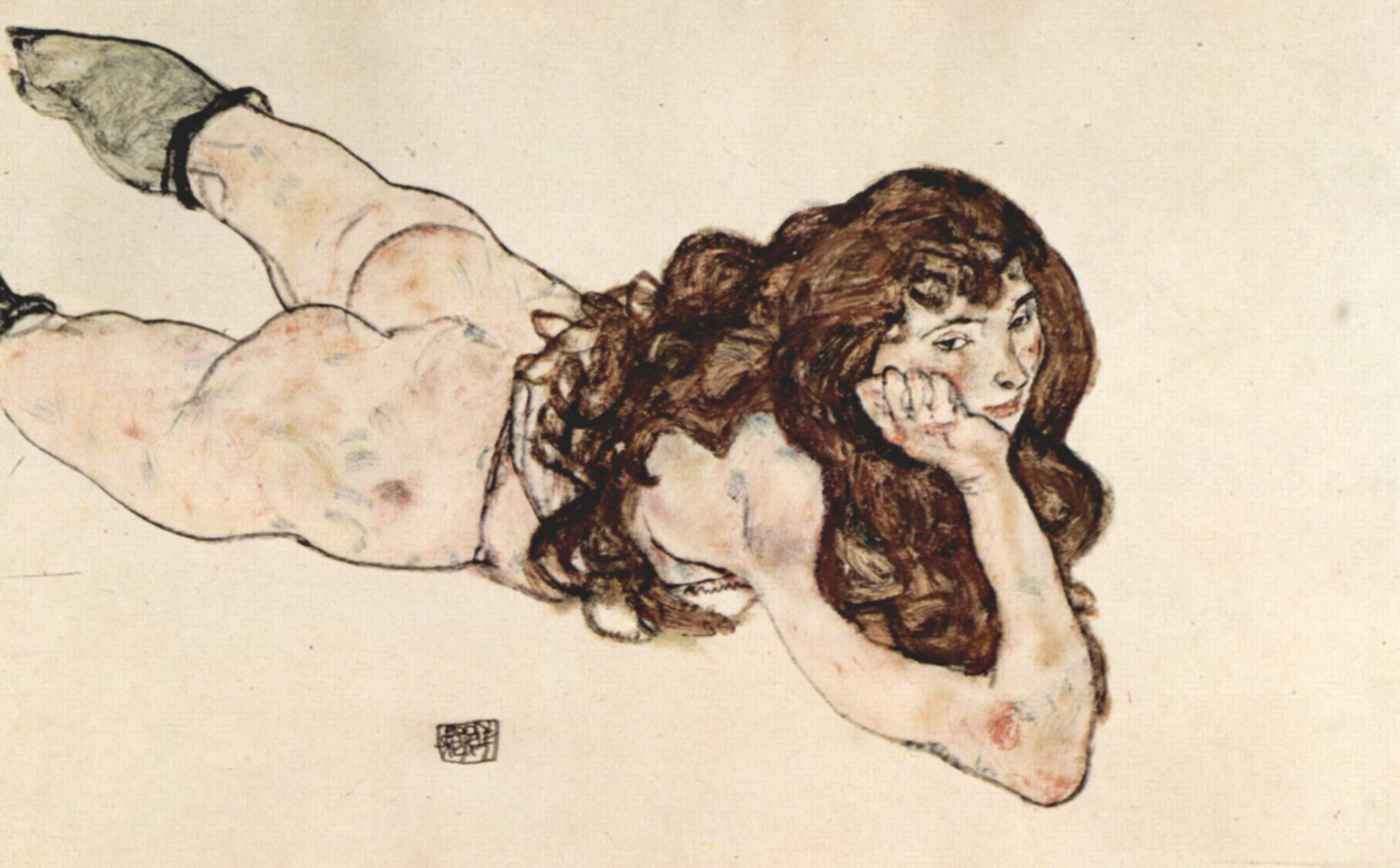
『裸体の女』（1917年）
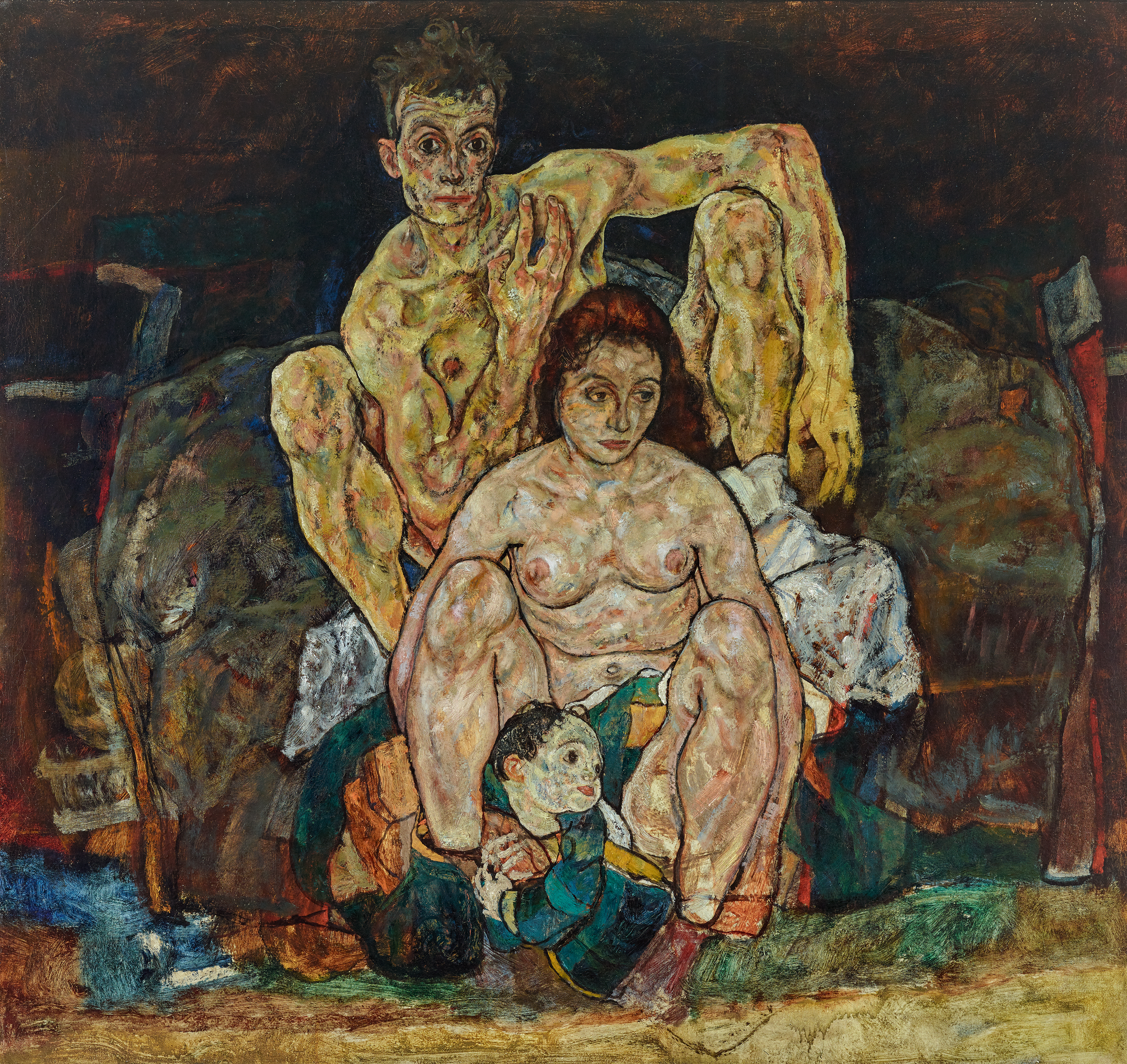
『家族』（1918年、オーストリア・ギャラリー）

- カール・グリュンヴァルトの肖像(1917)（豊田市美術館）
- 座る画家の妻（1918）(ウィーン、オーストリア・ギャラリー)
- “The Vienna Secession Home - Pictorial Histories - Steiner, Reinhard, 1993. Egon Schiele 1890-1918”. Arts & Crafts Home. 2021年3月10日閲覧。

著書の日本語訳
- 『エーゴン・シーレ 日記と手紙』 大久保寛二編訳、白水社、1991年、新装版2004年。ISBN 978-4-560-02701-1
- 『エゴン・シーレ 永遠の子ども』 伊藤直子編訳、八坂書房〈自作を語る画文集〉、2019年。ISBN 978-4-89694-260-6